# Шлегель, Иоганн Генрих
Иоганн Генрих Шлегель (нем. Johann Heinrich Schlegel; 24 ноября 1724, Мейсен — 18 октября 1780, Копенгаген) — немецкий историк, юрист, переводчик и библиотекарь, брат Иоганна Элиаса Шлегеля и Иоганна Адольфа Шлегеля.
Находился на датской государственной службе: с 1757 года был секретарём королевской канцелярии, в 1760 году был назначен профессором истории в Копенгагене и королевским историографом, в 1770 году — королевским библиотекарем.
Шлегель — автор «Geschichte der Könige von Dänemark aus dem Oldenburgischen Stamm» (Копенгаген и Лейпциг, 1777), «Sammlungen zur dänischen Geschichte etc.» (1771—1776, 2 тома) и других сочинений. Известен также как издатель собрания сочинений своего брата Иоганна Элиаса и как переводчик с английского (перевёл ряд английских драм и «Историю Кристина IV»). Свои работы писал на немецком языке.